# أنخيل سوسا
أنخيل سوسا (بالإسبانية: Ángel Sosa)‏ هو لاعب كرة قدم مكسيكي في مركز الهجوم، ولد في 26 يناير 1976 في مدينة مكسيكو في المكسيك. لعب مع تيبورونيس روخوس دي فيراكروز وطوروس نيزا ونادي سان لويس ونادي نيكاكسا.